# Malayatiger
Malayatigern (Panthera tigris jacksoni) hittar man bara på Malackahalvön i Asien. År 2004 upptäckte man att malayatigern utgjorde en egen underart. Man tror att det finns 600-800 tigrar i det vilda och det gör att den räknas som akut hotad. Den malaysiska tigern är ungefär lika stor som den indokinesiska tigern.
När malayatigern blev accepterad som en egen underart blev nyheterna om det varmt välkomnade i Malaysia, men diskussionerna blev våldsamma om vad man skulle ge den nya tigern för namn. Vissa forskare ansåg att man skulle namnge den efter zoologen Peter Jackson och kalla den för Panthera tigris jacksoni. Den malaysiska regeringen tyckte att de skulle rådfrågas vad den skulle heta. Och de ville att man skulle kalla den efter var man hittat den så de föreslog Panthera tigris malayensis. 
Den malayasiska tigern har blivit en symbol för Malaysia och den används på skyltar på alltifrån banker till fotbollslag. Malaysierna kallar sin tiger för "den randiga farbrorn".